# Claus Raasted
Claus Raasted (født 19. juni 1979) er en dansk professionel rollespiller og forfatter. Han har været aktiv rollespiller siden 1993 og har arrangeret en lang række rollespilsscenarier i både Danmark og udlandet.

## Karriere
Raasted har siden 1993 været aktiv indenfor det danske live-rollespilsmiljø, og har været en af drivkræfterne bag DEF42-rollespillene (1995-2000), Legendernes Tid-serien (1999-2004), Motherland (2008) samt City of Cities (2010). Han er mest kendt for sit arbejde på den internationale scenarierække College of Wizardry (2014 - ), som foregår på slottet Zamek Czocha i Polen. Han har i mange år været en aktiv kraft i det frivillige rollespilsmiljø, og har siden 2002 også arbejdet professionelt med rollespil på fuld tid. Han er ejer af firmaet Rollespilsakademiet og var fra 2009 - 2013 marketingschef i rollespilsvåbenfirmaet Palnatoke. Firmaet havde i 2016 en omsætning på 2 mio. kr. årligt, 8 ansatte og 1.200 frivillige.
Claus Raasted var i 2003 en af skaberne af Landsforeningen for Rollespil (nu Bifrost), og var i et halvt år i 2009 også Landssekretær for Landsforeningen. Han har siden 1995 været aktiv i diverse rollespilsforeninger, og er stifteren af Danmarks største rollespilsforening, Rollespilsfabrikken (tidl. Junior Rollespil København), hvor han har siddet som formand siden stiftelsen i 2005.
Raasted har desuden deltaget som rollespilsnørd på reality-fodboldholdet FC Zulu, hvor han var med i de første to sæsoner (2004 – 2005) som anfører og målmand.
I 2009 blev han gift med Marie Louise Raasted Herløvsen, og føjede "Herløvsen" til sit efternavn.
I 2010 bragte DR2 en dokumentar om optakten til Raasted og Maries bryllup, med titlen Det er så yndigt at følges ad.
I 2018 blev han skilt og gik tilbage til at hedde Raasted som efternavn.
I 2013 blev What are you worth?, et rollespil som Raasted arrangerede sammen med Charles Bo Nielsen, filmet af Discovery Channel, og programmet om rollespillet blev sendt i 209 lande verden over i efteråret 2013. Han medvirkede også i Danmark ifølge Bubber i et program om utroskab. Hans kone Marie fik besøg af en anden partner, mens Bubber og Raasted snakkede om forholdet. Programmet blev sendt første gang 10. august 2013. Raasted og hans hustru har i mange år levet i et åbent forhold.
I 2013 var Claus Raasted med til, at opstarte det danske videndelings initiativ Kort Sagt. Kort Sagt drives af frivillige og hvert år produceres der mellem 35-40 videoer med taler og foredrag indenfor forskellige faglige områder.
I 2014 blev rollespillet College of Wizardry, som Raasted var projektkoordinator på (sammen med bl.a. Charles Bo Nielsen), verdenskendt. Stemningensvideoen fra rollespillet fik over en million hits på youtube og arrangørerne blev interviewet til internationale medier som People, TIME, MTV, Fox News, The Guardian, Die Welt, osv.
Til Fastaval i 2015 modtog Raasted Æresottoen for første gang. Han havde tidligere været nomineret til samme pris både i 2009 og 2013.
I 2017 medvirkede han i en mindre rolle som soldaterkaptajn i ungdomsgyserkomedien Lad de døde hvile instrueret af Sohail A. Hassan.

## Udgivelser
| - Redaktør, Sådan arrangerer du et rollespil (Rollespilsakademiet, 2017) - Redaktør, More than magic: a guide to cross-country larp cooperation (Rollespilsakademiet, 2017) - Redaktør, The Von Schlichtwald Grand Bestiary, 17th revised edition - Abridged Edition (Rollespilsakademiet, 2015) - Redaktør, Czocha College of Wizardry Student Handbook (Rollespilsakademiet, 2015) - Redaktør, Nordic larp yearbook 2014 (Rollespilsakademiet, 2015) - Redaktør, The Knudepunkt 2015 Companion Book (Rollespilsakademiet, 2015) - Redaktør, Bogen om Morgenrøde (Rollespilsakademiet, 2014) - Konfirmandtræf i Roskilde Stift 2000 - 2012 (Pe-design, 2013) - Redaktør, The Book of Just a Little Lovin' - 2013 Denmark Run (Rollespilsakademiet, 2013) - Opskrifter på rollespil (Frydenlund, 2013) - Innersuit (NAPA, 2013) - Evighedens Dal (Rollespilsakademiet, 2012) | - Det gjorde en forskel (Rollespilsakademiet, 2012) - Redaktør, The Book of The White War (Rollespilsakademiet, 2012) - Redaktør, The Book of KAPO (Rollespilsakademiet, 2012) - Arrangørtips (Rollespilsakademiet, 2012) - Redaktør, Playground Magazine (Rollespilsakademiet, 2012 - 2013) - Redaktør, Talk Larp (Rollespilsakademiet, 2011) - Chefredaktør, Magasinet ROLLE\|SPIL (Rollespilsakademiet, 2010 - 2013. Bifrost 2013 → ) - Redaktør, 10 historier fra Rollespilsdanmark (Rollespilsakademiet, 2010) - Jarkwelt: En verden til rollespil (Rollespilsakademiet, 2009) - Rollespilsfotos 2008 (Rollespilsakademiet, 2009) - Rollespil for børn og voksne (Frydenlund, 2004) - Celesco: En verden til laiv-rollespil (Alive Tryk, 2000) |

## Rollespilsscenarier
| - Road Trip (2017) - Legends of Arabia (2016) - Convention of Thorns 1-2 (2016 - 2017) - Fairweather Manor 1-3 (2015 - 2016) - Anders Ebbehøj presents Showtime (2015) - College of Wizardry 1-10 (2014 - 2016) - Single? (2014) - Fabrik #847 (2014) - Yo-ho og en hel flaske rom (2014) - PanoptiCorp (2013) - What are you worth? (2013) - Rollespilsugen på Bornholm (2012 → ) - Deja Vu (2012) - Krigslive VIII (2012) - Hjerte rimer på Smerte IV (2011) - City of Cities (2010) - Elementernes Kamp (2010 - 2012) - Vaterland (2009) - Gudfader (2009) - Østfrontens Helte I-V (2008 – 2010) | - It's better to die for the Emperor (2008) - Dengang i Warhammer (2008) - Motherland (2008) - "VII" (2008) - Fata Morgana (2008) - Der findes intet alternativ til sejr (2007) - Krigslive III: Stål og blod (2007) - Hjerte rimer på Smerte I-III (2007) - Piratlive I-II (2006-2007) - Troldmandens Prøve (2006) - En Sang om Blod og Tårer (2006) - Rollespil på Amager Fælled (2005 – 2006) - Tilbage til Djævleøen (2005) - Rollespil i Rude Skov (2004 → ) - Gastars Weekend XI (2003) - Nordlenets Saga: 1. søndag i Hareskoven (2002 – 2003) - FALROS (2002) - Legendernes Tid I-VII (1999 – 2004) - DEF42 (1995 – 2000) |

## Filmografi

### Film
- Lad de døde hvile (2017)

### Tv
- FC Zulu (2004)
- Go' aften Danmark (2004)
- Zulu Awards (2004)
- Go' morgen Danmark (2004-2015)
- Rundfunk (2005)
- Det er så yndigt at følges ad (2010)
- Danmark ifølge Bubber (2013)
- What are you worth? (2013)